# Celine Delia
Celine Ludovica Delia (9 de septiembre de 2005) es una deportista italiana que compite en halterofilia. Ganó una medalla de plata en el Campeonato Europeo de Halterofilia de 2024, en la categoría de 55 kg.

## Palmarés internacional
| Campeonato Europeo | Campeonato Europeo | Campeonato Europeo | Campeonato Europeo |
| Año                | Lugar              | Medalla            | Categoría          |
| ------------------ | ------------------ | ------------------ | ------------------ |
| 2024               | Sofía (Bulgaria)   | Medalla de plata   | 55 kg              |